# Dendrosenecio cheranganiensis
Dendrosenecio cheranganiensis là một loài thực vật có hoa trong họ Cúc. Loài này được (Cotton & Blakelock) E.B.Knox mô tả khoa học đầu tiên năm 1993.